# Sharadkumar Dicksheet
Sharadkumar Dicksheet (Pandharpur, 13 december 1930 – Brooklyn, 14 november 2011) is een plastisch chirurg uit Brooklyn, New York die bekend is om zijn project voor gratis operaties voor kinderen in India. Sinds dr. Dicksheet in 1968 de India Project to Save the Disabled Children, ook wel het Plastic Surgery Camp genoemd, oprichtte heeft hij meer dan 54.000 operaties verricht om hazenlippen, gespleten verhemeltes en andere aangeboren aandoeningen bij kinderen te herstellen.

## Plastic Surgery Camp
De Plastische Chirurgie Kampen worden in heel India gehouden tussen oktober en maart. Amerikaanse chirurgen verrichten tussen zeven en twaalf operaties per dag om aangeboren afwijkingen bij kinderen te herstellen. Dr. Dicksheet, die bekendstaat om zijn enorme snelheid, verricht 35 tot 50 operaties per dag. Per locatie worden 200 to 500 patiënten behandeld en ongeveer 4000 per seizoen. De kampen doen tevens dienst als opleiding voor lokale plastisch chirurgen die door lokale ziekenhuizen en medische beroepsverenigingen worden uitgenodigd.

## Eerbewijzen
- 1997, Humanitarian Award of the American Society of Aesthetic Surgery
- 1998, Vanguard Award
- 1999 Man of the Year door het Indiase tijdschrift The Week
- 2000, Bombay Chamber of Commerce Award
- 2001, Lifetime Achievement Award van de International Medical Integration Council en de CHEMTECH Foundation
- 2001, Padma Shri
- 2008, Nathan Davis International Award in Medicine American Medical Association

Tevens is dokter Dicksheet achtmaal genomineerd voor de Nobelprijs voor de Vrede.

## Documentaire
Er is een documentaire gemaakt over dokter Dicksheet: Flying on one engine.